# 1995年の日本シリーズ
1995年の日本シリーズ（1995ねんのにっぽんシリーズ、1995ねんのにほんシリーズ）は、1995年10月21日から10月26日まで行われたセ・リーグ優勝チームのヤクルトスワローズとパ・リーグ優勝チームのオリックス・ブルーウェーブによる第46回プロ野球日本選手権シリーズである。

## 概要
1995年の日本シリーズは1995年のセ・リーグを制したヤクルトスワローズ（野村克也監督）と1995年のパ・リーグを制したオリックス・ブルーウェーブ（仰木彬監督）の対決となり、ヤクルトが4勝1敗で勝利し2年ぶり3度目の日本一に輝いた。この顔合わせは1978年の日本シリーズ以来17年ぶり（オリックスは当時の前身・阪急ブレーブス）。なお、このシリーズは31年ぶりに全試合ナイターで開催された。以降は2011年の第1戦を除き、現在まで全試合ナイターに定着することになる。
このシリーズは「野村ID野球と仰木マジック」の対決と言われた。実際にシリーズ開幕前から両監督は、マスコミや監督会議を通して舌戦（心理戦）を展開し、対決ムードが大いに盛り上がった。
ヤクルトのデータ分析、経験の多さも一枚上手で、ヤクルトの要である捕手の古田敦也は、高めのストレートを効果的に使って打球を詰まらせるという戦略で投手をリードし、当時「高め弱点」と言われたイチローを封じることに成功した。
4勝1敗という結果だが、このシリーズは第2、3、4戦では3試合連続で延長戦にもつれ込んでいる。

## 試合結果
| 日付                                     | 試合   | ビジター球団（先攻）       | スコア | ホーム球団（後攻）         | 開催球場               |
| ---------------------------------------- | ------ | -------------------------- | ------ | -------------------------- | ---------------------- |
| 10月21日（土）                           | 第1戦  | ヤクルトスワローズ         | 5 - 2  | オリックス・ブルーウェーブ | グリーンスタジアム神戸 |
| 10月22日（日）                           | 第2戦  | ヤクルトスワローズ         | 3 - 2  | オリックス・ブルーウェーブ | グリーンスタジアム神戸 |
| 10月23日（月）                           | 移動日 | 移動日                     | 移動日 | 移動日                     | 移動日                 |
| 10月24日（火）                           | 第3戦  | オリックス・ブルーウェーブ | 4 - 7  | ヤクルトスワローズ         | 明治神宮野球場         |
| 10月25日（水）                           | 第4戦  | オリックス・ブルーウェーブ | 2 - 1  | ヤクルトスワローズ         | 明治神宮野球場         |
| 10月26日（木）                           | 第5戦  | オリックス・ブルーウェーブ | 1 - 3  | ヤクルトスワローズ         | 明治神宮野球場         |
| 優勝：ヤクルトスワローズ（2年ぶり3回目） |        |                            |        |                            |                        |

### 第1戦
10月21日・グリーンスタジアム神戸（入場者数：32,486人）
|            | 1 | 2 | 3 | 4 | 5 | 6 | 7 | 8 | 9 | R | H  | E |
| ---------- | - | - | - | - | - | - | - | - | - | - | -- | - |
| ヤクルト   | 0 | 1 | 0 | 0 | 2 | 0 | 0 | 2 | 0 | 5 | 13 | 1 |
| オリックス | 0 | 0 | 0 | 1 | 0 | 1 | 0 | 0 | 0 | 2 | 6  | 0 |

1. ヤ：T.ブロス（8回）、高津臣吾（1回）
2. オ：佐藤義則（4回2/3）、伊藤隆偉（2回2/3）、清原雄一（0回1/3）、渡辺伸彦（1回1/3）
3. 勝利：ブロス（1勝）
4. セーブ：高津（1S）
5. 敗戦：佐藤（1敗）
6. 本塁打
ヤ：大野1号2ラン（8回・清原）
7. 審判
［球審］前田
［塁審］井野・山本隆・小林毅
［外審］永見・久保田
8. 試合時間：3時間14分

| ヤクルト | ヤクルト | ヤクルト     |
| 打順     | 守備     | 選手         |
| -------- | -------- | ------------ |
| 1        | [中]     | 飯田哲也     |
| 2        | [指]     | 荒井幸雄     |
|          | 打指     | 大野雄次     |
| 3        | [二]     | 土橋勝征     |
| 4        | [一]     | T.オマリー   |
| 5        | [捕]     | 古田敦也     |
| 6        | [右]     | 稲葉篤紀     |
| 7        | [遊]     | 池山隆寛     |
|          | 遊       | 宮本慎也     |
| 8        | [三]     | H.ミューレン |
|          | 三       | 山口重幸     |
| 9        | [左]     | 真中満       |

| オリックス | オリックス | オリックス |
| 打順       | 守備       | 選手       |
| ---------- | ---------- | ---------- |
| 1          | [右]中     | イチロー   |
| 2          | [二]       | 福良淳一   |
| 3          | [中]左     | 田口壮     |
| 4          | [一]       | D・J       |
| 5          | [遊]       | 小川博文   |
| 6          | [指]       | T.ニール   |
| 7          | [左]       | 高橋智     |
|            | 打右       | 藤井康雄   |
| 8          | [捕]       | 中嶋聡     |
|            | 打         | 柴原実     |
| 9          | [三]       | 馬場敏史   |
|            | 打         | 高田誠     |

オリックスはチームの精神的支柱である佐藤義則、ヤクルトはシリーズ前に肩痛が伝えられていたブロスが登板、レギュラーシーズンにノーヒットノーランを達成した両投手のノーヒッター対決となった。2回表にヤクルトが飯田のタイムリーで先制すると、オリックスも4回にニールのタイムリーで追い付く。しかし5回表にヤクルトが池山の2点タイムリーで勝ち越し、オリックスも6回にニールの2打席連続タイムリーで追いすがるが、8回表、ヤクルトは代打の切り札・大野の2ランで突き放す。ブロスは150km/h台の高めの直球を有効に使ってイチローを始めオリックス打線を抑え、最後は守護神･高津が締めて、ヤクルトが先勝。
公式記録関係（日本野球機構ページ）

### 第2戦
10月22日・グリーンスタジアム神戸（入場者数：32,475人）
|            | 1 | 2 | 3 | 4 | 5 | 6 | 7 | 8 | 9 | 10 | 11 | R | H  | E |
| ---------- | - | - | - | - | - | - | - | - | - | -- | -- | - | -- | - |
| ヤクルト   | 0 | 0 | 0 | 0 | 0 | 0 | 0 | 2 | 0 | 0  | 1  | 3 | 11 | 1 |
| オリックス | 0 | 1 | 0 | 0 | 1 | 0 | 0 | 0 | 0 | 0  | 0  | 2 | 4  | 0 |

1. （延長11回）
2. ヤ：石井一久（4回2/3）、宮本賢治（0回1/3）、加藤博人（1回）、伊東昭光（1回）、山部太（4回）
3. オ：野田浩司（7回2/3）、野村貴仁（0回0/3）、鈴木平（0回1/3）、平井正史（3回）
4. 勝利：山部（1勝）
5. 敗戦：平井（1敗）
6. 本塁打
ヤ：オマリー1号ソロ（11回・平井）
オ：D・J1号ソロ（2回・石井）
7. 審判
［球審］久保田
［塁審］永見・井野・山本隆
［外審］谷・前川
8. 試合時間：3時間50分

| ヤクルト | ヤクルト | ヤクルト     |
| 打順     | 守備     | 選手         |
| -------- | -------- | ------------ |
| 1        | [中]     | 飯田哲也     |
| 2        | [指]     | 荒井幸雄     |
| 3        | [二]左   | 土橋勝征     |
| 4        | [一]     | T.オマリー   |
| 5        | [捕]     | 古田敦也     |
| 6        | [右]     | 稲葉篤紀     |
|          | 打左     | 秦真司       |
|          | 二       | 宮本慎也     |
| 7        | [遊]     | 池山隆寛     |
| 8        | [三]     | H.ミューレン |
| 9        | [左]右   | 真中満       |

| オリックス | オリックス | オリックス |
| 打順       | 守備       | 選手       |
| ---------- | ---------- | ---------- |
| 1          | [右]       | イチロー   |
| 2          | [二]       | 福良淳一   |
|            | 走二       | 風岡尚幸   |
| 3          | [左]       | 田口壮     |
| 4          | [指]       | T.ニール   |
| 5          | [遊]       | 小川博文   |
|            | 遊         | 勝呂壽統   |
|            | 打         | 高橋智     |
| 6          | [一]       | D・J       |
|            | 走         | 松山秀明   |
|            | 一         | 藤井康雄   |
| 7          | [三]       | 馬場敏史   |
| 8          | [捕]       | 中嶋聡     |
| 9          | [中]       | 本西厚博   |

オリックスは2回にD・Jのソロ本塁打で先制、5回にはヤクルト先発の石井一久の暴投で1点を追加し、石井一久はこの回途中で降板。一方、オリックス先発の野田は7回まで7奪三振の力投で得点を許さず、オリックスが優位に試合を進めた。しかしヤクルトは8回表、2死1、2塁からこの年3番を務める土橋がタイムリーを放ち、野田をマウンドから下ろすと、続くオマリーが2番手の野村から連続タイムリーでついに同点に追いつく。追いつかれたオリックス9回から、同点にもかかわらずリリーフエース平井を投入したが、延長11回表、ヤクルトは先頭のオマリーが左翼スタンドに一発を放ち勝ち越し。その裏をロングリリーフの山部が抑え、ヤクルトが敵地で連勝。
公式記録関係（日本野球機構ページ）

### 第3戦
10月24日・明治神宮野球場（入場者数：32,915人）
|            | 1 | 2 | 3 | 4 | 5 | 6 | 7 | 8 | 9 | 10 | R | H  | E |
| ---------- | - | - | - | - | - | - | - | - | - | -- | - | -- | - |
| オリックス | 0 | 0 | 0 | 0 | 1 | 0 | 3 | 0 | 0 | 0  | 4 | 8  | 0 |
| ヤクルト   | 1 | 0 | 0 | 0 | 1 | 0 | 0 | 1 | 1 | 3x | 7 | 12 | 0 |

1. （延長10回）
2. オ：星野伸之（4回）、小林宏（0回0/3）、清原雄一（0回1/3）、鈴木平（1回2/3）、伊藤隆偉（1回2/3）、野村貴仁（0回0/3）、平井正史（1回2/3）
3. ヤ：吉井理人（5回）、加藤博人（1回0/3）、宮本賢治（0回1/3）、山部太（0回1/3）、伊東昭光（1回1/3）、高津臣吾（2回）
4. 勝利：高津（1勝1S）
5. 敗戦：平井（2敗）
6. 本塁打
ヤ：ミューレン1号ソロ（9回・平井）、池山1号3ラン（10回・平井）
7. 審判
［球審］前川
［塁審］谷・永見・井野
［外審］前田・小林毅
8. 試合時間：4時間25分

| オリックス | オリックス | オリックス |
| 打順       | 守備       | 選手       |
| ---------- | ---------- | ---------- |
| 1          | [左]       | 田口壮     |
| 2          | [二]       | 福良淳一   |
| 3          | [中]右     | イチロー   |
| 4          | [一]       | D・J       |
| 5          | [右]       | 藤井康雄   |
|            | 打中       | 本西厚博   |
| 6          | [捕]       | 中嶋聡     |
| 7          | [三]       | 馬場敏史   |
| 8          | [遊]       | 小川博文   |
|            | 遊         | 勝呂壽統   |
| 9          | [投]       | 星野伸之   |
|            | 打         | 柴原実     |
|            | 投         | 小林宏     |
|            | 投         | 清原雄一   |
|            | 投         | 鈴木平     |
|            | 打         | 三輪隆     |
|            | 打         | T.ニール   |
|            | 走         | 松山秀明   |
|            | 投         | 伊藤隆偉   |
|            | 投         | 野村貴仁   |
|            | 投         | 平井正史   |

| ヤクルト | ヤクルト | ヤクルト     |
| 打順     | 守備     | 選手         |
| -------- | -------- | ------------ |
| 1        | [中]     | 飯田哲也     |
| 2        | [左]     | 城友博       |
|          | 打       | 秦真司       |
|          | 投       | 高津臣吾     |
| 3        | [二]左   | 土橋勝征     |
| 4        | [一]     | T.オマリー   |
|          | 走       | 野口寿浩     |
| 5        | [捕]     | 古田敦也     |
| 6        | [遊]     | 池山隆寛     |
| 7        | [三]     | H.ミューレン |
| 8        | [右]     | 橋上秀樹     |
|          | 打       | 荒井幸雄     |
|          | 右       | 真中満       |
| 9        | [投]     | 吉井理人     |
|          | 打       | 青柳進       |
|          | 打       | 稲葉篤紀     |
|          | 投       | 加藤博人     |
|          | 投       | 宮本賢治     |
|          | 投       | 山部太       |
|          | 投       | 伊東昭光     |
|          | 打左     | 金森栄治     |
|          | 二       | 宮本慎也     |

先発は星野伸之と吉井理人。ヤクルトは初回にオマリーの適時打で先制。オリックスは5回表、この試合3番に入ったイチローの犠飛で追い付くが、その裏、代打稲葉篤紀の犠飛で再びリード。7回表、オリックスは山部を攻め、この試合1番の田口壮と4番D・Jの適時打で3点を挙げ逆転。しかし8回裏、ヤクルトは2死満塁のチャンスをつかむと、古田の放った当たりはショートへの高いバウンドのゴロであったが、2塁カバーが一瞬遅れて内野安打となり、1点差。この判定に激昂した仰木監督が、退場覚悟の猛抗議で10分間中断。平井投入で逃げ切りを計るオリックスだったが、9回裏にミューレンが起死回生の同点本塁打を放ち、第2戦に続いて延長戦へ突入した。
延長10回裏、ヤクルトはオマリーの四球と古田2塁打で2、3塁のチャンスをつかむと、オマリーに代走を送るなど勝利への執念を見せ、続く池山のサヨナラ3点本塁打が飛び出し、3連勝。シーズンで成績が低迷し、忸怩たる思いでこのシリーズに臨んだ池山は、お立ち台で「本当に、夢のようです」のセリフを残した。ヤクルトの日本シリーズでのサヨナラ勝ちは1992年・対西武第6戦（秦真司の本塁打）以来3年ぶり3度目。また、オリックスのサヨナラ負けは阪急時代の1977年・対巨人第3戦以来18年ぶり3度目である。
公式記録関係（日本野球機構ページ）

### 第4戦
10月25日・明治神宮野球場（入場者数：32,911人）
|            | 1 | 2 | 3 | 4 | 5 | 6 | 7 | 8 | 9 | 10 | 11 | 12 | R | H  | E |
| ---------- | - | - | - | - | - | - | - | - | - | -- | -- | -- | - | -- | - |
| オリックス | 0 | 0 | 0 | 0 | 0 | 0 | 0 | 0 | 1 | 0  | 0  | 1  | 2 | 12 | 0 |
| ヤクルト   | 0 | 0 | 0 | 0 | 1 | 0 | 0 | 0 | 0 | 0  | 0  | 0  | 1 | 5  | 0 |

1. （延長12回）
2. オ：長谷川滋利（6回）、鈴木平（2回）、野村貴仁（0回2/3）、野田浩司（0回1/3）、小林宏（3回）
3. ヤ：川崎憲次郎（8回1/3）、山部太（1回0/3）、伊東昭光（2回2/3）
4. 勝利：小林（1勝）
5. 敗戦：伊東（1敗）
6. 本塁打
オ：小川1号ソロ（9回・川崎）、D・J2号ソロ（12回・伊東）
7. 審判
［球審］小林毅
［塁審］前田・谷・永見
［外審］久保田・山本隆
8. 試合時間：4時間38分

| オリックス | オリックス | オリックス |
| 打順       | 守備       | 選手       |
| ---------- | ---------- | ---------- |
| 1          | [左]       | 田口壮     |
| 2          | [二]       | 福良淳一   |
| 3          | [中]右     | イチロー   |
| 4          | [一]       | D・J       |
| 5          | [右]       | 藤井康雄   |
|            | 中         | 本西厚博   |
| 6          | [捕]       | 三輪隆     |
|            | 打捕       | 中嶋聡     |
| 7          | [三]       | 馬場敏史   |
| 8          | [遊]       | 小川博文   |
| 9          | [投]       | 長谷川滋利 |
|            | 打         | 柴原実     |
|            | 投         | 鈴木平     |
|            | 打         | T.ニール   |
|            | 走         | 松山秀明   |
|            | 投         | 野村貴仁   |
|            | 投         | 野田浩司   |
|            | 打         | 高田誠     |
|            | 投         | 小林宏     |

| ヤクルト | ヤクルト   | ヤクルト     |
| 打順     | 守備       | 選手         |
| -------- | ---------- | ------------ |
| 1        | [中]       | 飯田哲也     |
| 2        | [右]       | 稲葉篤紀     |
|          | 右         | 真中満       |
|          | 打         | 大野雄次     |
|          | 走左       | 城友博       |
|          | 打         | 荒井幸雄     |
|          | 走右       | 橋上秀樹     |
| 3        | [二]左右左 | 土橋勝征     |
| 4        | [一]       | T.オマリー   |
| 5        | [捕]       | 古田敦也     |
| 6        | [左]       | 秦真司       |
|          | 二         | 宮本慎也     |
|          | 打         | 金森栄治     |
| 7        | [遊]       | 池山隆寛     |
| 8        | [三]       | H.ミューレン |
| 9        | [投]       | 川崎憲次郎   |
|          | 投         | 山部太       |
|          | 投         | 伊東昭光     |

オリックスは佐藤、野田、星野で1つも勝てずに、王手をかけられて第4戦を迎えた先発は長谷川滋利。一方のヤクルトは、この年5月以降、怪我で登板のなかった川崎憲次郎がシリーズで復活登板。5回裏、守備の乱れからチャンスとなり、飯田の適時打でヤクルトが1点を先制。そのまま最終回を迎えたヤクルトは、ここでストッパー高津をつぎ込まずに川崎を続投させたが、オリックスは先頭の小川博文の本塁打で同点に追いつき、その裏のサヨナラのピンチでは第2戦に先発した野田をつぎ込む執念の継投でしのぎ、このシリーズ3試合連続の延長戦に突入した。
オリックスは、このシーズン15勝27セーブのストッパー平井正史が、第2・3戦と敗戦投手となってベンチを外れており、第5戦で先発予定だった小林宏を延長10回から投入。その小林は11回裏に代打荒井幸雄の四球と土橋の安打による1死1、2塁で4番オマリーを迎えるという大ピンチを招く。ここで「小林の14球」と呼ばれることになる12分強にわたったこの勝負は、14球目の低めのボール球の直球にオマリーのバットが空を切り、小林に軍配。続く古田も抑え、この回を無得点で切り抜ける。延長12回表、オリックスは、先頭のD・Jがヤクルト3番手の伊東から本塁打を放ち、遂にオリックスがこの試合初めてリードを奪うと、続投した小林は12回裏もそのまま無失点に抑え、オリックスが一矢報いて4タテを阻止し、前回出場の1984年の日本シリーズ第7戦(前身の阪急)から続いていたシリーズ連敗を4で止めた。
公式記録関係（日本野球機構ページ）

### 第5戦
10月26日・明治神宮野球場（入場者数：33,112人）
|            | 1 | 2 | 3 | 4 | 5 | 6 | 7 | 8 | 9 | R | H | E |
| ---------- | - | - | - | - | - | - | - | - | - | - | - | - |
| オリックス | 1 | 0 | 0 | 0 | 0 | 0 | 0 | 0 | 0 | 1 | 7 | 1 |
| ヤクルト   | 0 | 2 | 0 | 0 | 1 | 0 | 0 | 0 | X | 3 | 7 | 0 |

1. オ：高橋功一（2回2/3）、星野伸之（0回1/3）、伊藤隆偉（3回）、野田浩司（2回）
2. ヤ：T.ブロス（8回）、高津臣吾（1回）
3. 勝利：ブロス（2勝）
4. セーブ：高津（1勝2S）
5. 敗戦：高橋功（1敗）
6. 本塁打
オ：イチロー1号ソロ（1回・ブロス）
ヤ：オマリー2号ソロ（5回・伊藤）
7. 審判
［球審］山本隆
［塁審］久保田・前田・谷
［外審］前川・井野
8. 試合時間：3時間14分

| オリックス | オリックス | オリックス |
| 打順       | 守備       | 選手       |
| ---------- | ---------- | ---------- |
| 1          | [左]二     | 田口壮     |
| 2          | [二]       | 福良淳一   |
|            | 投         | 野田浩司   |
| 3          | [中]       | イチロー   |
| 4          | [一]左     | D・J       |
| 5          | [右]       | 藤井康雄   |
| 6          | [遊]       | 小川博文   |
| 7          | [三]       | 馬場敏史   |
| 8          | [捕]       | 三輪隆     |
| 9          | [投]       | 高橋功一   |
|            | 投         | 星野伸之   |
|            | 打         | 高田誠     |
|            | 投         | 伊藤隆偉   |
|            | 打一       | T.ニール   |

| ヤクルト | ヤクルト | ヤクルト     |
| 打順     | 守備     | 選手         |
| -------- | -------- | ------------ |
| 1        | [中]     | 飯田哲也     |
| 2        | [右]     | 稲葉篤紀     |
|          | 投       | 高津臣吾     |
| 3        | [二]左   | 土橋勝征     |
| 4        | [一]     | T.オマリー   |
| 5        | [捕]     | 古田敦也     |
| 6        | [左]     | 秦真司       |
|          | 走左右   | 真中満       |
| 7        | [遊]     | 池山隆寛     |
| 8        | [三]     | H.ミューレン |
| 9        | [投]     | T.ブロス     |
|          | 打       | 金森栄治     |
|          | 走       | 城友博       |
|          | 二       | 宮本慎也     |

ヤクルトの先発は、シリーズ2試合目となるブロス。一方のオリックスは、先発予定の小林宏を前日リリーフで使ってしまったため、高橋功一が先発。初回、イチローのシリーズ初本塁打でオリックスが先制するも、2回裏にヤクルトが池山、ミューレンの連続犠牲フライで逆転。5回にはオマリーのソロアーチで突き放す。ブロスが初回の1失点に抑えて高津にバトンを繋ぎ、ヤクルトが逃げ切ってシリーズ制覇。ヤクルトは初めて明治神宮球場で初めて日本一を決めた。
公式記録関係（日本野球機構ページ）

## 表彰選手
- 最高殊勲選手賞：トーマス・オマリー（ヤ）
- 敢闘選手賞：小林宏（オ）
- 優秀選手賞：池山隆寛（ヤ）、高津臣吾（ヤ）、テリー・ブロス（ヤ）

## テレビ・ラジオ中継

### テレビ中継
- 第1戦：10月21日
  - 関西テレビ≪フジテレビ系列≫
    - 実況：馬場鉄志　解説：西本幸雄、田尾安志　ゲスト解説：工藤公康（ダイエー）
    - リポーター：梅田淳（オリックス側）、西山喜久恵（CX、ヤクルト側） 共同インタビュアー：岡林豊明
- 第2戦：10月22日
  - 毎日放送（MBS）≪TBS系列≫　
    - 実況：城野昭　解説：安藤統男、牛島和彦（TBS）
- 第3戦：10月24日
  - テレビ朝日（ANB）≪テレビ朝日系列≫　
    - 実況：松井康真　解説：大下剛史、北別府学、福本豊（ABC）
    - ネット裏球種解説：松沼雅之　ゲスト解説：佐々木主浩（横浜）　
    - ゲスト：ウッチャンナンチャン、田村亮子
- 第4戦：10月25日[注釈 2]
  - フジテレビ≪フジテレビ系列≫　
    - 実況：田中亮介　解説：関根潤三、江本孟紀
    - ゲスト解説：小宮山悟（千葉ロッテ）　
    - ゲスト：和久井映見、岸谷五朗[注釈 3]　
    - 共同インタビュアー：梅田淳（KTV）

  - NHK衛星第1テレビ　実況：工藤三郎　解説：藤田元司、大島康徳　ゲスト解説：工藤公康（ダイエー）
- 第5戦：10月26日
  - フジテレビ≪フジテレビ系列≫　
    - 実況：野崎昌一　解説：豊田泰光、平松政次　ゲスト解説：小宮山悟

※第6戦は毎日放送、第7戦は関西テレビで中継される予定だった。
※関東地区での視聴率は（ビデオリサーチ調べ）、第1戦（フジテレビ系）は32.4%。 第2戦（TBS系）は30.5%。第3戦（テレビ朝日系）は29%。第4戦（フジテレビ系）は35.2%。第5戦（フジテレビ系）は32.8%だった。

### ラジオ中継
- 第1戦：10月21日
  - NHKラジオ第1 　実況：島村俊治　解説：大島康徳 ゲスト解説：立浪和義（中日）
  - 朝日放送（JRN） 解説：稲尾和久、村山実
  - 毎日放送・文化放送（NRN） 解説：一枝修平、松沼雅之
  - ラジオ大阪（独自） 解説：平野光泰 ゲスト解説：山崎慎太郎（近鉄）
  - TBSラジオ（独自） 解説：張本勲、衣笠祥雄
  - ニッポン放送（独自） 実況：栗村智 ゲスト解説：大久保博元（巨人を同年引退） ゲスト：中井美穂（フジテレビ）
  - ラジオ日本 解説：広岡達朗 ゲスト解説：土井正三、若菜嘉晴
- 第2戦：10月22日
  - NHKラジオ第1　実況：島村俊治 解説：鶴岡一人 ゲスト解説：山崎武司（中日）
  - 朝日放送（JRN） 解説：福本豊、小林繁 ゲスト：月亭八方
  - 毎日放送（NRN） 解説：佐々木恭介 ゲスト解説：中村紀洋（近鉄）
  - ラジオ大阪（独自） 解説：栗橋茂 ゲスト解説：佐野重樹
  - TBSラジオ（独自） 解説：田淵幸一、遠藤一彦
  - 文化放送（独自） 解説：松原誠 ゲスト解説：工藤公康
  - ニッポン放送（独自） 実況：小野浩慈 解説：田尾安志 ゲスト解説：大久保博元 ゲスト：中井美穂
  - ラジオ日本 解説：青田昇、梶本隆夫
- 第3戦：10月24日
  - NHKラジオ第1　実況：松本一路 解説：藤田元司 ゲスト解説：初芝清（千葉ロッテ）
  - TBSラジオ（JRN）[注釈 4] 解説：有藤道世、牛島和彦
  - 文化放送（NRN） 解説：豊田泰光 ゲスト解説：堀幸一（千葉ロッテ）
  - ニッポン放送 実況：栗村智 解説：関根潤三 ゲスト解説：阿波野秀幸（巨人）
  - ラジオ日本 解説：広岡達朗 ゲスト解説：高田繁
- 第4戦：10月25日
  - NHKラジオ第1　実況：島村俊治 解説：川上哲治 ゲスト解説：今中慎二（中日）
  - TBSラジオ（JRN） 解説：牛島和彦、栗山英樹
  - 文化放送 実況：戸谷真人　解説：松沼雅之 ゲスト解説：阿波野秀幸
  - ニッポン放送（NRN） 実況：岩下方彦 解説：平松政次 ゲスト解説：佐々木主浩
  - ラジオ日本 解説：関本四十四
- 第5戦：10月26日
  - NHKラジオ第1　実況：松本一路 解説：大島康徳 ゲスト解説：佐々木主浩
  - TBSラジオ（JRN） 解説：定岡正二、栗山英樹
  - 文化放送（NRN） 解説：山崎裕之 ゲスト解説：田中幸雄（日本ハム）
  - ニッポン放送 実況：胡口和雄 解説：田尾安志 ゲスト解説：加藤初（西武コーチ）
  - ラジオ日本 解説：中村稔